# 下枣林乡
下枣林乡，是中华人民共和国山西省吕梁市中阳县下辖的一个乡镇级行政单位。

## 行政区划
下枣林乡下辖以下地区：
下枣林村、米家塔村、阳坡村、贺家焉村、朱家庄村、付家塔村、吴家峁村、刘家塔村、上寺头村、岔沟村、石朋头村、罗家焉村、上罗候村和神圪塔村。